# Mont Aimé
Le mont Aimé (/mɔ̃teme/) est une butte-témoin d'une altitude de 240 mètres située sur les communes de Bergères-lès-Vertus et Coligny qu'elle domine, tout comme le sud de la côte des Blancs et la plaine de la Champagne crayeuse alentour.

## Toponymie

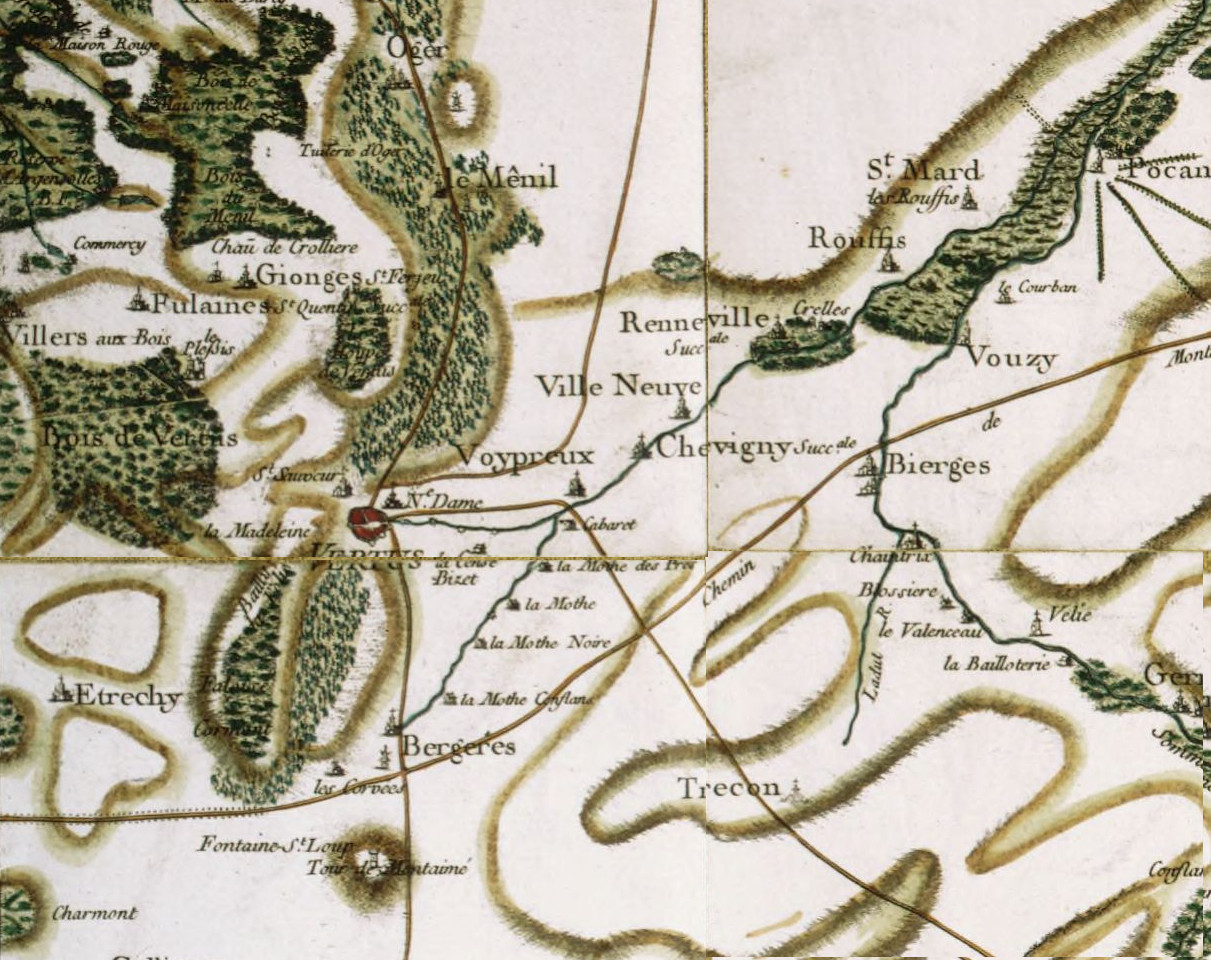
Sur la carte de Cassini : tour de Montaimé (au sud-ouest).

Le nom du mont est attesté sous les formes Mons Wavinarum en 696, Mons Witmar en 877, Mons Aymeri en 1162, Mont Huimeri vers 1220, Mons Widomari et Mons Wimari vers 1240, Moymer en 1273, Monaymé en 1360, Montymer en 1366, Moismer en 1425, Montaymé en 1605, Moymez, Moismé en 1659. Le hameau attenant au château s'appelait Moymer-la-Ville du XIIIe au XVIe siècle.
Le nom de Mont-Aimé fut porté par Bergères-lès-Vertus sous la Révolution française.
Il s'agit d'une formation toponymique médiévale caractéristique en Mont- (terme issu du gallo-roman MONTE, dérivé de l'accusatif montem du latin mons « rocher, gros tas, mont, montagne »). En gallo-roman son sens est le plus souvent celui de « hauteur, colline » (colline étant un emprunt du XVIe siècle à l'italien).
Le second élément Aimé représente peut-être le nom de personne germanique Widomar (autrement noté avec une désinence latine Widomarus tel qu'il apparaît dans les documents rédigés en latin). La première forme Wavinarum est sans doute une cacographie, car elle n'explique pas les formes suivantes, régulières, et ne se rattache à aucun élément lexical connu. Le graphe W était jadis prononcé [w], cette semi-voyelle a favorisé la coalescence en Moymer, tandis que subsiste conjointement une forme dont le t de mont est encore articulé [t]. On attendrait donc Montymer ou Montuimer, mais le r final s'est régulièrement affaibli dans la prononciation populaire, d'où l'attraction du prénom Aimé et du nom commun aimé.
Il s'agit d'un cas d’homographie avec le lieu-dit le Mont Aimé à Nolléval (Seine-Maritime).

## Géographie

### Situation et topographie
Le mont Aimé se situe dans l'extrême prolongement sud de la côte des Blancs, dont les monts s'élèvent également à plus de 200 mètres d'altitude du nord au sud, du mont Saran jusqu’au mont Aimé, et surplombent d'environ 80 mètres la plaine crayeuse cultivée. Mais le mont Aimé est détaché du groupe principal, comme son voisin de quelque treize kilomètres plus au sud, le mont Août qui, lui, est isolé des collines Sézannaises.

### Géologie
Butte-témoin de cuesta, le mont Aimé est un site géologique et paléontologique particulièrement remarquable : les formations géologiques qui le composent sont sans équivalent en Europe. Son intérêt scientifique déborde donc largement le cadre régional.
Les couches sommitales ont livré de nombreuses empreintes de poissons fossiles tertiaires extrêmement bien conservés dont Paleobalistum ponsorti et Prolates heberti, comme ceux exposés au musée des beaux-arts et d'archéologie de Châlons-en-Champagne. Mais surtout le mont Aimé est une butte-témoin particulièrement intéressante pour étudier la transition entre le Mésozoïque et le Cénozoïque.
La coupe géologique de la carrière sud-ouest du mont Aimé met en évidence :
- à 215 mètres d'altitude et moins, terrain à craie blanche du Campanien supérieur ;
- à 216-217 mètres, des marnes sableuses sur environ 3 mètres, dites « crasse des carriers » à ossements de crocodiliens et de tortues, et à dents de requins.
- à 222 mètres, sur environ 1 mètre, une strate de calcaire coquillier contenant des empreintes de poissons (Oropycnodus ponsorti et Prolates heberti)[10],[11] ;
- entre 223 et 231 mètres, les calcaires lités ayant servi jadis à la construction et à l'empierrement des routes ;
- de 231 à 235 mètres, la présence d'une couche de calcaires gréseux avec des bancs de coquilles de lamellibranches (pierre des Faloises).

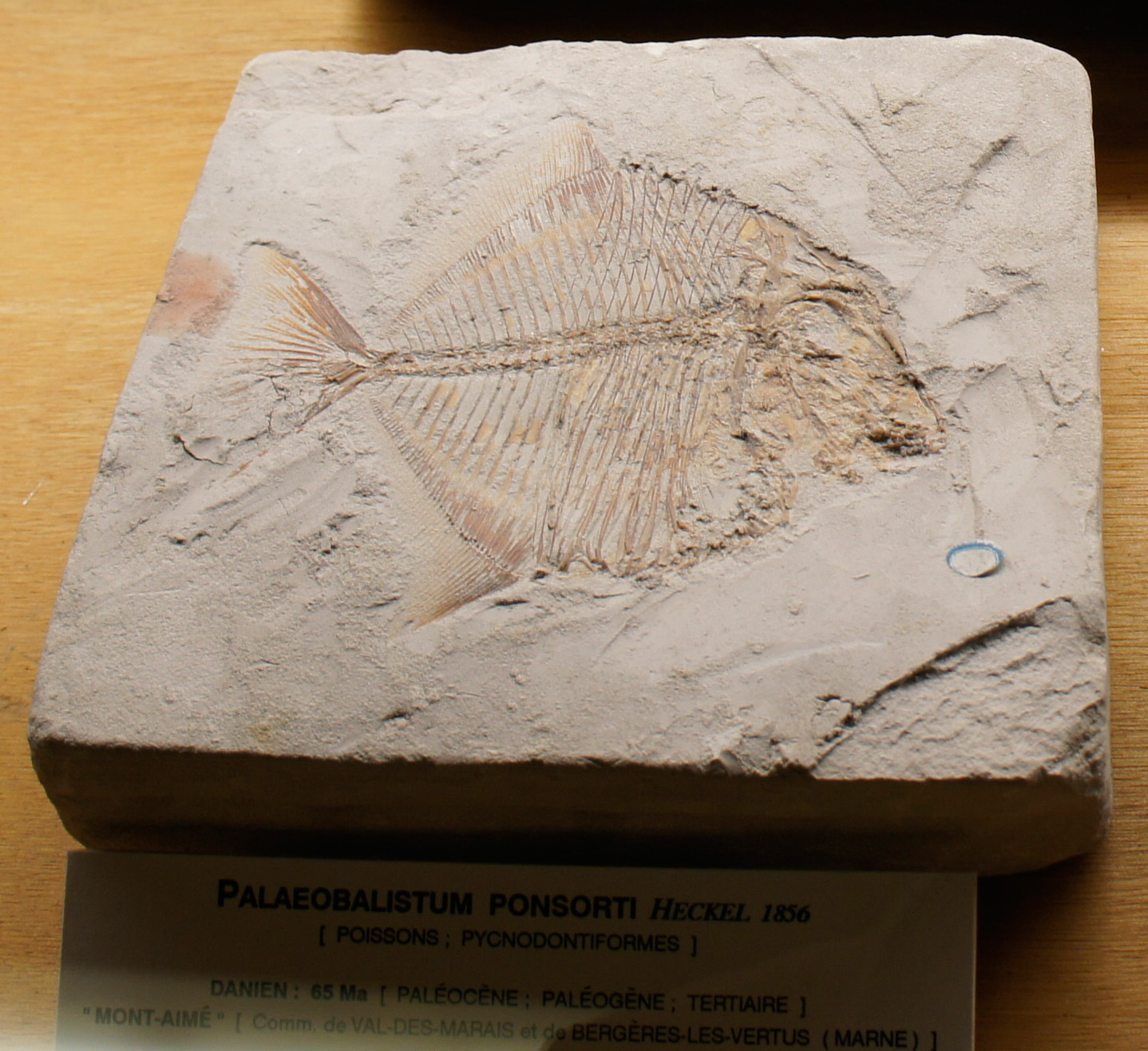
Oropycnodus ponsorti
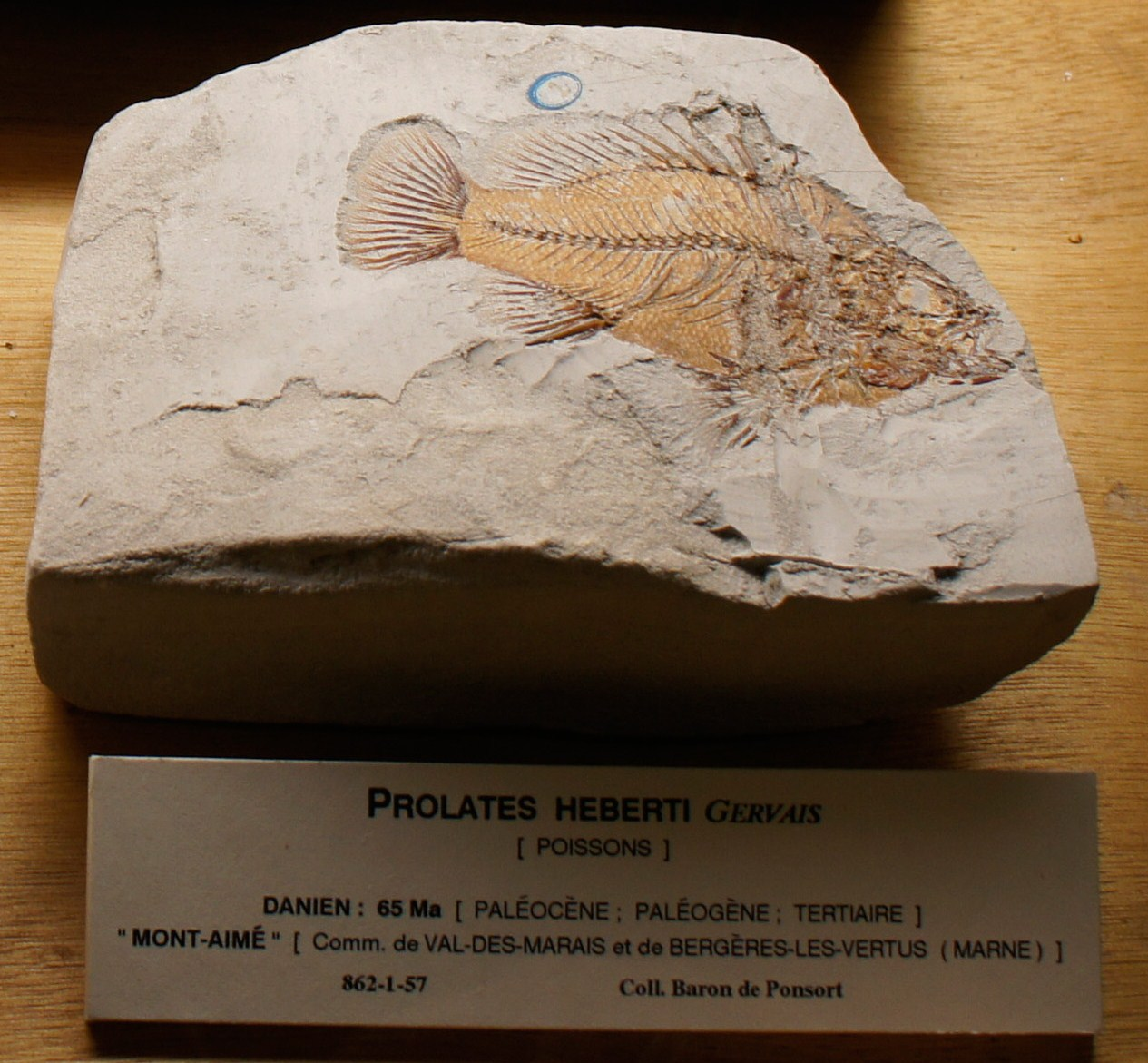
Prolates herbeti

## Histoire

### Préhistoire et Antiquité
Le mont Aimé fut occupé par l'homme dès le Paléolithique. Il a livré plusieurs hypogées du Néolithique. Ces deux hypogées (c'est-à-dire des sépultures souterraines artificielles) ont été utilisées approximativement entre 3400 et 2900 avant notre ère.
Le mont fut ensuite le siège probable d’un oppidum gaulois, avec la découverte en 1886 de 80 tombes par Joseph de Baye. Puis un relais de signalisation fut construit durant l’époque gallo-romaine.

### Moyen Âge

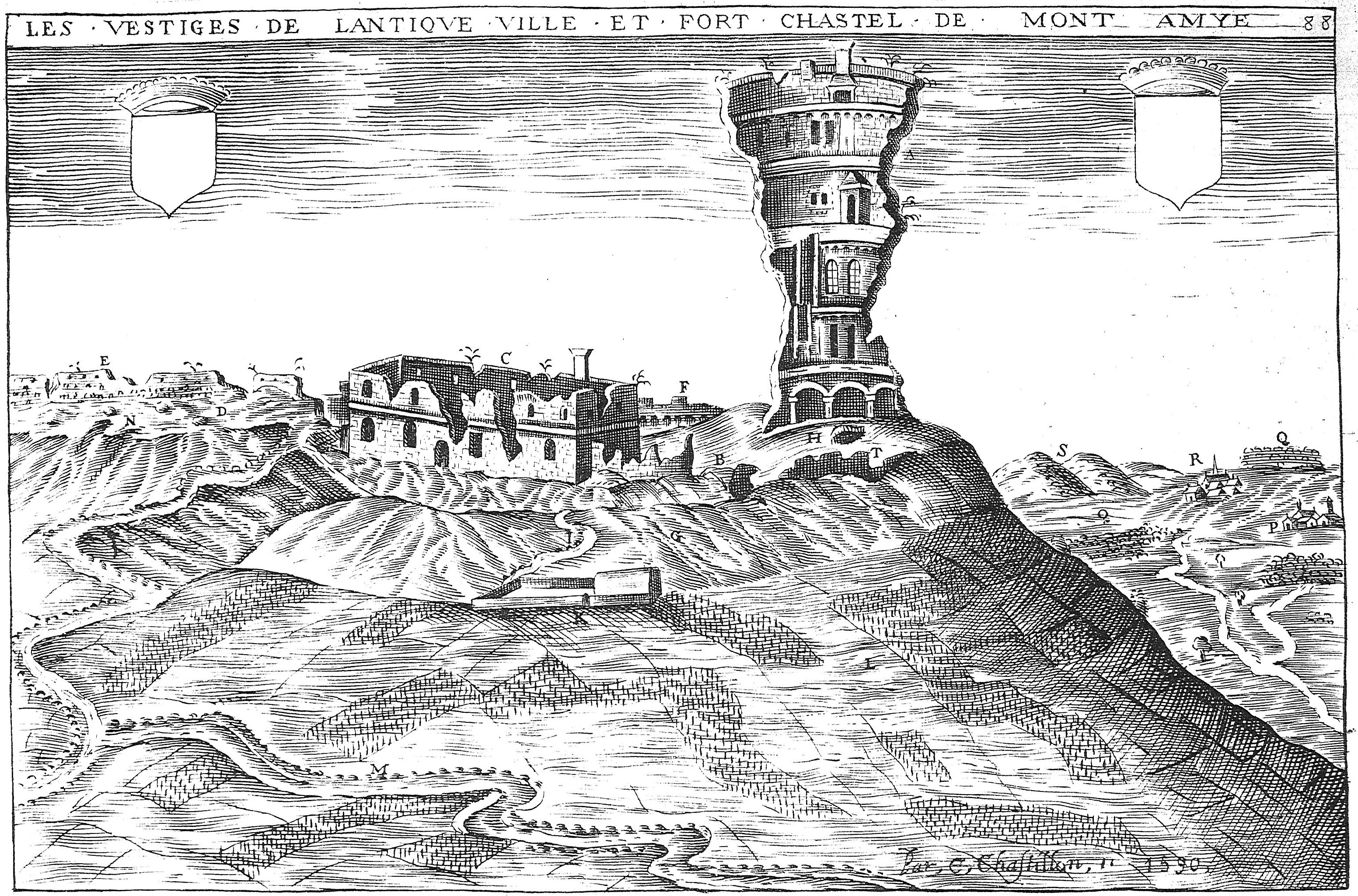
Représentation du château par C. Chastillon en 1610

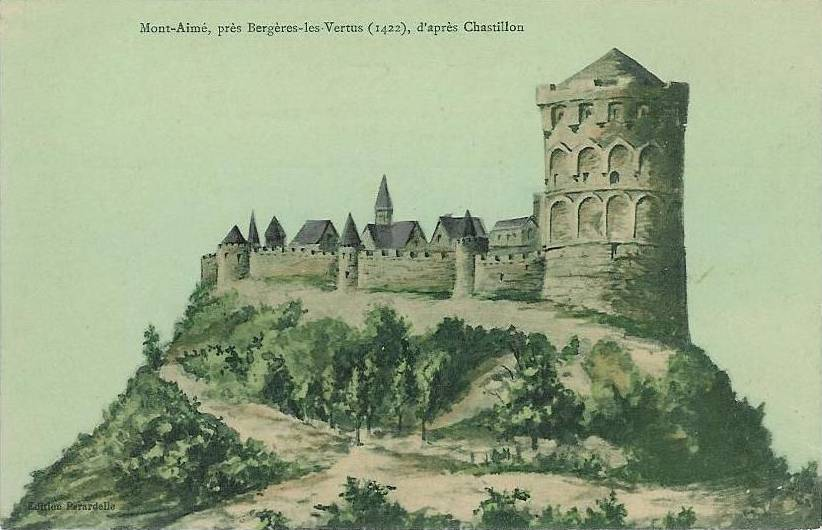
Représentation du château-fort du mont Aimé tel qu'il pouvait être en 1422 selon la gravure du typographe C. Chastillon

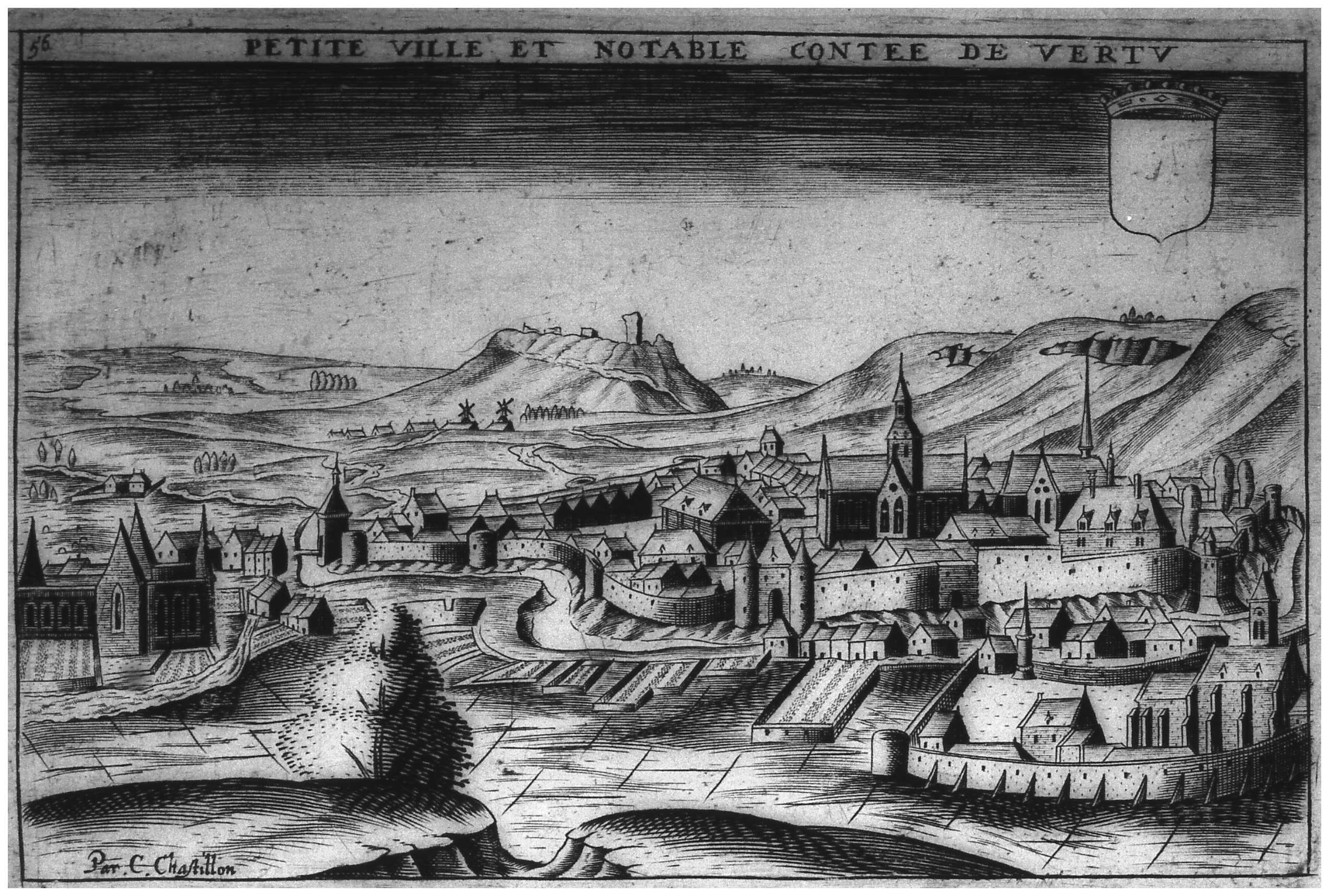
Mont Aimé en arrière-plan de Vertus, Chastillon.

À l’époque mérovingienne et carolingienne, le mont Aimé apparaît dans les premières chroniques. La Chronique châlonnaise fait déjà mention d'une forteresse en 450. On y lit que saint Alpin, évêque de Châlons, voulant soustraire la population réfugiée aux violences des soldats d'Attila, la conduisit au mont Aimé.
Le mont Aimé est également appelé mont d'Hautefeuille lorsque Griffon et Ganelon, comtes d'Hautefeuille, surnommés les « loups d'Hautefeuille », firent de ce mont un repaire. C'est sur ce mont qu'en 877 Louis II le Bègue, fils aîné de Charles le Chauve, assembla les États et se fit proclamer roi.
En 1210 la comtesse Blanche de Navarre, veuve de Thibaut III de Champagne et mère de Thibaut IV de Champagne, dit le Chansonnier fit construire le château du Mont-Aimé.
Le vendredi 13 mai 1239, 183 hommes et femmes convaincus de catharisme furent brûlés sur le bûcher sur ordre de Robert le Bougre, en présence de nombreux évêques et d'une foule immense. Le mont Guimar était déjà dénoncé comme lieu d'hérésie par la lettre de l'évêque de Liège au Pape Lucius II en 1144.
Aux XIVe et XVe siècles, la puissante forteresse se transforma en château-demeure.
Le comté de Vertus fut créé par Jean le Bon en 1360, à partir des seigneuries de Vertus, Rosnay, Moymer et La Ferté-sur-Aube en comté, pour en faire la dot de sa fille Isabelle de France à l'occasion de son mariage avec Jean Galéas Visconti. La prisée du comté fut faite en 1366. À la fin du XVe siècle, le comté de Vertus passa à une branche bâtarde des ducs de Bretagne.
Au cours de la guerre de Cent Ans, le château subit trois sièges menés par les Anglais, alliés des Bourguignons :
- le premier, d'octobre 1423 à juillet 1424, durant lequel le capitaine Caignard défendait le château contre Jean de Neufchâtel, sire de Montagu et Guillaume de Chatillon ; le capitaine finit par se rendre et par livrer le château ;
- le deuxième siège eut lieu de janvier à février 1426 ; le parti bourguignon tenait de nouveau le château, Jean de Neufchâtel revenait y mettre le siège avec Jean de Luxembourg ;
- pour le troisième, de mars 1426 à mars 1427, le parti Armagnac ayant, par surprise, repris la place, les Anglais revinrent et comme précédemment mirent à contribution Reims et Chalons pour les frais et matériaux. Une fois prises, il fut décidé de détruire ces places fortes, Mont Aimé et Vertus, qui avaient trop résisté.

À la fin de la guerre, il fut décidé de détruire le château. Les dernières superstructures disparurent en 1800.

### Époques moderne et contemporaine
La Convention fit ériger une station du télégraphe Chappe sur le mont.
Le château fut alors petit à petit démantelé, et servit de carrière de pierres pour la construction des maisons des villages aux alentours. Au début du XIXe siècle une partie du donjon était encore debout.
Le mont Aimé fut le théâtre d'opération militaire pendant la campagne de France en mars 1814 lors de la bataille de Fère-Champenoise qui aboutit à la prise de Paris par les Alliés et à l'abdication de Napoléon Ier. Après la campagne de France et la deuxième abdication de Napoléon Ier, le 10 septembre 1815, le tsar AlexandreIer choisit le mont Aimé pour une parade militaire, afin de démontrer sa puissance : 300 000 soldats et 85 000 chevaux manœuvrèrent dans la plaine de Vertus qui s’étend au pied du mont.
Une carrière fut exploitée à la fin du XIXe siècle.
Un siècle plus tard, lors de la première bataille de la Marne en septembre 1914, le mont Aimé se trouva au centre du dispositif de la bataille des Marais de Saint-Gond.

## Activités

### Viticulture
Le mont Aimé est aujourd'hui un site viticole de grande importance, entouré du vignoble qui, en quasi mono-cépage chardonnay, donne le vin de Champagne blanc de blanc.

### Loisirs
C'est également un site touristique qui présente de belles promenades ombragées notamment à son sommet entre bois, clairières et ruines du château-fort.
Depuis 1966, l’association « Les Amis du mont Aimé » contribue à la sauvegarde du site et des derniers vestiges du château. Elle participe à l'embellissement du site pour le plaisir de tous les visiteurs, par la plantation de nouveaux arbres, l'entretien des pelouses et du mobilier, et d'un promontoire qui comporte une table d’orientation en lave d’Auvergne émaillée et qui a été refaite il y a quelques années, la première datant de 1909. Il permet d’admirer le panorama sur la côte d'Île-de-France et la Champagne crayeuse, qui montre bien l’intérêt stratégique de cette butte.
Des bénévoles y organisent également la brocante annuelle (dernier dimanche de mai) et un circuit historique guidé.

### Protection environnementale
Les bois de la butte du mont Aimé entre Bergères-lès-Vertus et Coligny forment une zone naturelle d'intérêt écologique, faunistique et floristique s'étendant sur 51 hectares.

## Culture populaire
Plusieurs légendes sont contées à propos du mont et du château. Étienne de Bourbon narre dans ses chroniques l'histoire de chiens de différentes contrées, venus sur le mont pour s’entre-gorger.
La légende la plus tenace est sans doute celle de la Dame Blanche. Une femme vêtue de blanc hanterait les ruines et souterrains de l'ancien château. Le passé tumultueux du mont et ses massacres auraient volontiers alimenté ce type de récit. Mais peut-être cette légende est-elle née d'un amalgame avec Blanche de Navarre[réf. nécessaire], comtesse qui fit construire le château. Une autre Blanche, Blanche de Castille, est connue pour avoir été la muse du comte de Champagne et chansonnier Thibaut IV. Rien n'indique cependant qu'elle n'ait posé pied en ce château.
Enfin, le lieu n'est pas avare de récits de diablotins. Certains parlent aussi de trésors cachés, mais ces légendes n'ont d'autre matérialisation que leur transmission orale.

## Iconographie  et bibliographie
- Représentation du château-fort du mont Aimé tel qu'il pouvait être en 1422 selon la gravure du typographe Claude Chastillon (1559-1616).
- Série de dessins de la carrière fait à la mine de plomb par Émile Gastebois conservée à la Bibliothèque municipale de Reims.
- Odile François, Étude historique et archéologique sur le Mont Aimé, Châlons, 1976.